# Калинівка (зупинний пункт, Шевченківська дирекція Одеської залізниці)
Кали́нівка — пасажирський залізничний зупинний пункт Шевченківської дирекції Одеської залізниці.
Розташований на заході села Носачів, Смілянський район, Черкаської області на лінії Імені Тараса Шевченка — Цвіткове між станціями Володимирівка (10 км) та Цвіткове (5 км).
На платформі зупиняються приміські електропоїзди.